# Сможете ли вы меня простить?
«Сможете ли вы меня простить?» (англ. Can You Ever Forgive Me?) — американский биографический комедийно-драматический фильм 2018 года, снятый режиссёром Мариэль Хеллер по сценарию Николь Холофсенер и Джеффа Уитти, который основан на одноимённых мемуарах писательницы Ли Израэль, из-за застоя в карьере и нехватки денег начавшей подделывать письма покойных знаменитостей. Главные роли в картине исполняют Мелисса Маккарти, Ричард Э. Грант, Долли Уэллс, Джейн Кертин, Бен Фальконе, Анна Дивер Смит и Стивен Спинелла.
Фильм получил положительные отзывы критиков, отметивших режиссуру, сценарий, а также актёрские работы Маккарти и Гранта. Он был назван одним из лучших фильмов года по версии Национального совета кинокритиков США и принёс Маккарти и Гранту номинации на премии «Оскар», «Золотой глобус», BAFTA и Гильдии киноактёров США. За работу над сценарием Холофсенер и Уитти выиграли премии Гильдии сценаристов США и «Независимый дух», а также получили номинации на «Оскар» и BAFTA. Кроме того, Грант выиграл «Независимый дух» и ряд наград от кинокритиков.
Название фильма и мемуаров, лёгших в его основу, является фразой из написанного Израэль письма от лица Дороти Паркер.

## Сюжет
1991 год, Нью-Йорк. После критического и коммерческого провала биографии Эсте Лаудер, автор Ли Израэль испытывает проблемы с финансами и алкоголизмом, а также находится в состоянии творческого кризиса. После того, как агент сообщает, что не может выдать ей аванс, пока та работает над новой книгой, Израэль решает продать собственное имущество, в том числе личное письмо, полученное от Кэтрин Хепбёрн. Одновременно с этим она заводит дружбу со своим старым знакомым, Джеком.
Собирая материал для потенциальной биографии Фанни Брайс, Израэль находит два написанных Брайс письма, одно из которых показывает Анне, владелице книжного магазина, которой ранее продала письмо Хепбёрн. Ввиду неинтересного содержания письма Анна предлагает за него низкую плату. Вернувшись домой, Израэль добавляет ко второму письму постскриптум, после чего показывает его Анне, которая отдаёт за него 350 долларов. Израэль начинает подделывать и продавать письма покойных знаменитостей, в которые, для повышения цены, добавляет интимные подробности. Анна, будучи поклонницей творчества Израэль, пытается начать с ней романтические отношения, однако страдающая от социофобии Израэль отвергает её.
После того, как написанное Израэль письмо от лица Ноэла Кауарда, вызывает подозрения из-за открытого в нём обсуждения сексуальной ориентации Кауарда, Израэль начинает терять покупателей. Не имея возможности собственноручно продавать письма, Израэль привлекает к работе Джека. Она также начинает красть аутентичные письма из библиотек и архивов, заменяя их подделанными копиями. Отправляясь в поездку, Израэль оставляет под опекунством Джека свою кошку, которая умирает из-за недосмотра. Израэль прекращает дружбу с Джеком, однако из-за безвыходности ситуации продолжает сотрудничать с ним.
Во время попытки продажи очередного письма Джек оказывается арестован ФБР. Он выводит их на Израэль, которая получает повестку в суд. Израэль нанимает адвоката, который, для того, чтобы показать суду своё раскаяние, обязывает её найти работу, заняться общественными работами, а также присоединиться к Анонимным алкоголикам. В зале суда Израэль признаёт, что получила удовольствие от подделки писем и не сожалеет о своих действиях, однако осознаёт того, что преступления того не стоили, поскольку не отражают её как писателя. Судья приговаривает Израэль к пяти годам испытательного срока и шести месяцам домашнего ареста.
Некоторое время спустя Израэль примиряется с умирающим от СПИДа Джеком и получает его разрешение на написание мемуаров об их деятельности. Проходя книжный магазин, она замечает письмо, написанное ею от лица Дороти Паркер, которое продаётся за 1,900 долларов. От лица Паркер Израэль пишет владельцу магазина саркастичное письмо. Получив письмо и осознав, что стоящее на витрине письмо является подделкой, владелец убирает его, однако позже изменяет своё решение и возвращает его на витрину.

## Актёрский состав
- Мелисса Маккарти — Ли Израэль
- Ричард Э. Грант — Джек Хок
- Долли Уэллс — Анна
- Джейн Кертин — Марджори
- Бен Фальконе — Алан Шмидт
- Анна Дивер Смит — Элейн
- Стивен Спинелла — Пол
- Григорий Коростышевский — Андрей
- Кристиан Наварро — Курт
- Пан Банду — агент Дойл
- Эрик Ларей Харви — агент Солонас
- Брэндон Скотт Джонс — Глен
- Шаэ Д’Лин — Нелл
- Росаль Колон — Рэйчел
- Марк Эван Джексон — Ллойд
- Джоанна П. Адлер — Арлин
- Кевин Керолан — Том Клэнси

## Производство
В апреле 2015 года было объявлено, что роль Ли Израэль сыграет Джулианна Мур, а срежиссирует фильм Николь Холофсенер. В мае 2015 года к актёрскому составу присоединился Крис О’Дауд. В июле 2015 года Мур выбыла из проекта. В мае 2016 года было объявлено, что роль Израэль исполнит Мелисса Маккарти, а режиссурой займётся Мариэль Хеллер. В январе 2017 года к касту присоединились Ричард Э. Грант, Джейн Кертин, Долли Уэллс, Анна Дивер Смит и Дженнифер Уэстфелд.
Съёмки фильма проходили с января по марта 2017 года в Нью-Йорке.

## Релиз
Мировая премьера фильма состоялась в рамках кинофестиваля в Теллурайде 1 сентября 2018 года. Он также был показан на Международном кинофестивале в Торонто 8 сентября 2018 года. Выход картины в прокат на территории США состоялся 19 октября 2018 года.

## Принятие

### Отзывы критиков
Фильм был положительно встречен критиками. На интернет-агрегаторе Rotten Tomatoes он имеет рейтинг 98% на основе 295 рецензий. Metacritic дал фильму 87 баллов из 100 возможных на основе 53 рецензий, что соответствует статусу «всеобщее признание».

### Награды и номинации
| Премия                                               | Год  | Категория                                                            | Номинант(-ы)                   | Результат |
| ---------------------------------------------------- | ---- | -------------------------------------------------------------------- | ------------------------------ | --------- |
| «Оскар»                                              | 2019 | Лучшая женская роль                                                  | Мелисса Маккарти               | Номинация |
| «Оскар»                                              | 2019 | Лучшая мужская роль второго плана                                    | Ричард Э. Грант                | Номинация |
| «Оскар»                                              | 2019 | Лучший адаптированный сценарий                                       | Николь Холофсенер, Джефф Уитти | Номинация |
| «Золотой глобус»                                     | 2019 | Лучшая женская роль — драма                                          | Мелисса Маккарти               | Номинация |
| «Золотой глобус»                                     | 2019 | Лучшая мужская роль второго плана — кинофильм                        | Ричард Э. Грант                | Номинация |
| BAFTA                                                | 2019 | Лучшая женская роль                                                  | Мелисса Маккарти               | Номинация |
| BAFTA                                                | 2019 | Лучшая мужская роль второго плана                                    | Ричард Э. Грант                | Номинация |
| BAFTA                                                | 2019 | Лучший адаптированный сценарий                                       | Николь Холофсенер, Джефф Уитти | Номинация |
| Гильдия киноактёров США                              | 2019 | Лучшая женская роль                                                  | Мелисса Маккарти               | Номинация |
| Гильдия киноактёров США                              | 2019 | Лучшая мужская роль второго плана                                    | Ричард Э. Грант                | Номинация |
| «AARP Movies for Grownups»                           | 2019 | Лучший фильм для взрослых                                            | «Сможете ли вы меня простить?» | Номинация |
| «AARP Movies for Grownups»                           | 2019 | Лучшая мужская роль второго плана                                    | Ричард Э. Грант                | Победа    |
| «AARP Movies for Grownups»                           | 2019 | Лучший сценарист                                                     | Николь Холофсенер, Джефф Уитти | Победа    |
| Альянс женщин-киножурналистов                        | 2019 | Лучшая женщина-режиссёр                                              | Мариэль Хеллер                 | Победа    |
| Альянс женщин-киножурналистов                        | 2019 | Лучшая женщина-сценарист                                             | Николь Холофсенер              | Номинация |
| Альянс женщин-киножурналистов                        | 2019 | Лучшая женская роль                                                  | Мелисса Маккарти               | Номинация |
| Альянс женщин-киножурналистов                        | 2019 | Лучшая мужская роль второго плана                                    | Ричард Э. Грант                | Победа    |
| Альянс женщин-киножурналистов                        | 2019 | Лучший адаптированный сценарий                                       | Николь Холофсенер, Джефф Уитти | Победа    |
| Альянс женщин-киножурналистов                        | 2019 | Наисмелейшая роль                                                    | Мелисса Маккарти               | Номинация |
| Ассоциация кинокритиков Остина                       | 2019 | Лучшая женская роль                                                  | Мелисса Маккарти               | Номинация |
| Ассоциация кинокритиков Остина                       | 2019 | Лучшая мужская роль второго плана                                    | Ричард Э. Грант                | Победа    |
| Ассоциация кинокритиков Остина                       | 2019 | Лучший адаптированный сценарий                                       | Николь Холофсенер, Джефф Уитти | Номинация |
| «Awards Circuit Community»                           | 2019 | Лучшая мужская роль второго плана                                    | Ричард Э. Грант                | Номинация |
| «Awards Circuit Community»                           | 2019 | Лучший адаптированный сценарий                                       | Николь Холофсенер, Джефф Уитти | Номинация |
| Ассоциация онлайн-кинокритиков Бостона               | 2018 | Лучшая мужская роль второго плана                                    | Ричард Э. Грант                | Победа    |
| Общество кинокритиков Бостона                        | 2018 | Лучшая женская роль                                                  | Мелисса Маккарти               | Победа    |
| Общество кинокритиков Бостона                        | 2018 | Лучшая мужская роль второго плана                                    | Ричард Э. Грант                | Победа    |
| Общество кинокритиков Бостона                        | 2018 | Лучший адаптированный сценарий                                       | Николь Холофсенер, Джефф Уитти | Победа    |
| «Выбор кинокритиков»                                 | 2019 | Лучшая женская роль                                                  | Мелисса Маккарти               | Номинация |
| «Выбор кинокритиков»                                 | 2019 | Лучшая мужская роль второго плана                                    | Ричард Э. Грант                | Номинация |
| «Выбор кинокритиков»                                 | 2019 | Лучший адаптированный сценарий                                       | Николь Холофсенер, Джефф Уитти | Номинация |
| Ассоциация кинокритиков центрального Огайо           | 2019 | Лучшая женская роль                                                  | Мелисса Маккарти               | Номинация |
| Ассоциация кинокритиков центрального Огайо           | 2019 | Лучшая мужская роль второго плана                                    | Ричард Э. Грант                | Победа    |
| Ассоциация кинокритиков центрального Огайо           | 2019 | Лучший адаптированный сценарий                                       | Николь Холофсенер, Джефф Уитти | Номинация |
| Ассоциация кинокритиков Чикаго                       | 2018 | Лучшая женская роль                                                  | Мелисса Маккарти               | Номинация |
| Ассоциация кинокритиков Чикаго                       | 2018 | Лучшая мужская роль второго плана                                    | Ричард Э. Грант                | Победа    |
| Ассоциация кинокритиков Чикаго                       | 2018 | Лучший адаптированный сценарий                                       | Николь Холофсенер, Джефф Уитти | Номинация |
| Круг независимых кинокритиков Чикаго                 | 2019 | Лучшая мужская роль второго плана                                    | Ричард Э. Грант                | Победа    |
| Круг независимых кинокритиков Чикаго                 | 2019 | Лучший адаптированный сценарий                                       | Николь Холофсенер, Джефф Уитти | Номинация |
| «Chlotrudis»                                         | 2019 | Лучшая мужская роль второго плана                                    | Ричард Э. Грант                | Победа    |
| «Chlotrudis»                                         | 2019 | Лучший адаптированный сценарий                                       | Николь Холофсенер, Джефф Уитти | Победа    |
| Ассоциация кинокритиков Далласа—Форт-Уэрта           | 2018 | Лучший фильм                                                         | «Сможете ли вы меня простить?» | Номинация |
| Ассоциация кинокритиков Далласа—Форт-Уэрта           | 2018 | Лучшая женская роль                                                  | Мелисса Маккарти               | Номинация |
| Ассоциация кинокритиков Далласа—Форт-Уэрта           | 2018 | Лучшая мужская роль второго плана                                    | Ричард Э. Грант                | Номинация |
| Общество кинокритиков Денвера                        | 2019 | Лучшая женская роль                                                  | Мелисса Маккарти               | Номинация |
| Общество кинокритиков Денвера                        | 2019 | Лучшая мужская роль второго плана                                    | Ричард Э. Грант                | Номинация |
| Общество кинокритиков Денвера                        | 2019 | Лучший адаптированный сценарий                                       | Николь Холофсенер, Джефф Уитти | Номинация |
| Общество кинокритиков Детройта                       | 2018 | Лучшая женская роль                                                  | Мелисса Маккарти               | Номинация |
| Общество кинокритиков Детройта                       | 2018 | Лучшая мужская роль второго плана                                    | Ричард Э. Грант                | Номинация |
| Кинофестиваль на Фарерских островах                  | 2019 | Лучшая мужская роль второго плана                                    | Ричард Э. Грант                | Номинация |
| «Независимый дух»                                    | 2019 | Лучшая мужская роль второго плана                                    | Ричард Э. Грант                | Победа    |
| «Независимый дух»                                    | 2019 | Лучший сценарий                                                      | Николь Холофсенер, Джефф Уитти | Победа    |
| Круг кинокритиков Флориды                            | 2019 | Лучшая женская роль                                                  | Мелисса Маккарти               | Победа    |
| Круг кинокритиков Флориды                            | 2019 | Лучшая мужская роль второго плана                                    | Ричард Э. Грант                | Номинация |
| Круг кинокритиков Флориды                            | 2019 | Лучший адаптированный сценарий                                       | Николь Холофсенер, Джефф Уитти | Победа    |
| «Дориан»                                             | 2019 | Фильм года                                                           | «Сможете ли вы меня простить?» | Номинация |
| «Дориан»                                             | 2019 | ЛГБТК-фильм года                                                     | «Сможете ли вы меня простить?» | Победа    |
| «Дориан»                                             | 2019 | Режиссёр года                                                        | Мариэль Хеллер                 | Номинация |
| «Дориан»                                             | 2019 | Лучшая женская роль года                                             | Мелисса Маккарти               | Номинация |
| «Дориан»                                             | 2019 | Лучшая мужская роль года — второй план                               | Ричард Э. Грант                | Победа    |
| «Дориан»                                             | 2019 | Сценарий года                                                        | Николь Холофсенер, Джефф Уитти | Номинация |
| Ассоциация кинокритиков Джорджии                     | 2019 | Лучшая мужская роль второго плана                                    | Ричард Э. Грант                | Номинация |
| «ГЛААД»                                              | 2019 | Лучший фильм, выпущенный в ограниченном прокате                      | «Сможете ли вы меня простить?» | Номинация |
| «Gold Derby»                                         | 2019 | Лучшая мужская роль второго плана                                    | Ричард Э. Грант                | Номинация |
| «Gold Derby»                                         | 2019 | Лучший адаптированный сценарий                                       | Николь Холофсенер, Джефф Уитти | Номинация |
| «Готэм»                                              | 2018 | Лучшая мужская роль                                                  | Ричард Э. Грант                | Номинация |
| Ассоциация кинокритиков Большого Западного Нью-Йорка | 2018 | Лучшая мужская роль второго плана                                    | Ричард Э. Грант                | Номинация |
| Ассоциация кинокритиков Большого Западного Нью-Йорка | 2018 | Лучший адаптированный сценарий                                       | Николь Холофсенер, Джефф Уитти | Номинация |
| Гильдия музыкальных супервайзеров                    | 2019 | Лучший подбор музыки к фильму с бюджетом менее 25 миллионов долларов | Говард Паар                    | Номинация |
| Общество кинокритиков Гавайев                        | 2019 | Лучшая мужская роль второго плана                                    | Ричард Э. Грант                | Номинация |
| Общество кинокритиков Хьюстона                       | 2019 | Лучшая женская роль                                                  | Мелисса Маккарти               | Номинация |
| Общество кинокритиков Хьюстона                       | 2019 | Лучшая мужская роль второго плана                                    | Ричард Э. Грант                | Номинация |
| INOCA                                                | 2019 | Лучшая мужская роль второго плана                                    | Ричард Э. Грант                | Номинация |
| INOCA                                                | 2019 | Лучший адаптированный сценарий                                       | Николь Холофсенер, Джефф Уитти | Номинация |
| Ассоциация кинокритиков Айовы                        | 2019 | Лучшая мужская роль второго плана                                    | Ричард Э. Грант                | Номинация |
| Круг кинокритиков Канзаса-Сити                       | 2018 | Лучшая мужская роль второго плана                                    | Ричард Э. Грант                | Победа    |
| Круг кинокритиков Канзаса-Сити                       | 2018 | Лучший адаптированный сценарий                                       | Николь Холофсенер, Джефф Уитти | Номинация |
| Круг кинокритиков Канзаса-Сити                       | 2018 | Премия Тома По за лучший ЛГБТ-фильм                                  | «Сможете ли вы меня простить?» | Номинация |
| Ассоциация латиноамериканских киножурналистов        | 2019 | Лучшая женская роль                                                  | Мелисса Маккарти               | Номинация |
| Ассоциация латиноамериканских киножурналистов        | 2019 | Лучшая мужская роль второго плана                                    | Ричард Э. Грант                | Номинация |
| Ассоциация латиноамериканских киножурналистов        | 2019 | Лучший адаптированный сценарий                                       | Николь Холофсенер, Джефф Уитти | Номинация |
| Круг кинокритиков Лондона                            | 2019 | Лучшая мужская роль второго плана                                    | Ричард Э. Грант                | Победа    |
| Круг кинокритиков Лондона                            | 2019 | Лучший ирландский или британский актёр года                          | Ричард Э. Грант                | Номинация |
| Ассоциация кинокритиков Лос-Анджелеса                | 2018 | Лучший адаптированный сценарий                                       | Николь Холофсенер, Джефф Уитти | Победа    |
| Общество онлайн-кинокритиков Лос-Анджелеса           | 2019 | Лучшая женская роль                                                  | Мелисса Маккарти               | Номинация |
| Общество онлайн-кинокритиков Лос-Анджелеса           | 2019 | Лучшая мужская роль второго плана                                    | Ричард Э. Грант                | Номинация |
| Общество онлайн-кинокритиков Лос-Анджелеса           | 2019 | Лучший адаптированный сценарий                                       | Николь Холофсенер, Джефф Уитти | Номинация |
| Ассоциация кинокритиков Мьюзик-Сити                  | 2019 | Лучшая мужская роль второго плана                                    | Ричард Э. Грант                | Номинация |
| Национальный совет кинокритиков США                  | 2018 | 10 лучших фильмов года                                               | «Сможете ли вы меня простить?» | Победа    |
| Национальное общество кинокритиков США               | 2019 | Лучшая женская роль                                                  | Мелисса Маккарти               | Номинация |
| Национальное общество кинокритиков США               | 2019 | Лучшая мужская роль второго плана                                    | Ричард Э. Грант                | Номинация |
| Национальное общество кинокритиков США               | 2019 | Лучший адаптированный сценарий                                       | Николь Холофсенер, Джефф Уитти | Номинация |
| Общество кинокритиков Невады                         | 2018 | Лучшая мужская роль второго плана                                    | Ричард Э. Грант                | Победа    |
| Круг кинокритиков Нью-Йорка                          | 2018 | Лучшая мужская роль второго плана                                    | Ричард Э. Грант                | Победа    |
| Онлайн-кинокритики Нью-Йорка                         | 2018 | Лучшая женская роль                                                  | Мелисса Маккарти               | Победа    |
| Онлайн-кинокритики Нью-Йорка                         | 2018 | Лучшая мужская роль второго плана                                    | Ричард Э. Грант                | Победа    |
| Ассоциация кинокритиков Северной Каролины            | 2019 | Лучшая женская роль                                                  | Мелисса Маккарти               | Номинация |
| Ассоциация кинокритиков Северной Каролины            | 2019 | Лучшая мужская роль второго плана                                    | Ричард Э. Грант                | Номинация |
| Ассоциация кинокритиков Северной Каролины            | 2019 | Лучший адаптированный сценарий                                       | Николь Холофсенер, Джефф Уитти | Номинация |
| Ассоциация кинокритиков Северного Техаса             | 2018 | Лучшая женская роль                                                  | Мелисса Маккарти               | Номинация |
| Онлайн-ассоциация женщин-кинокритиков                | 2018 | Лучшая мужская роль второго плана                                    | Ричард Э. Грант                | Победа    |
| Онлайн-ассоциация женщин-кинокритиков                | 2018 | Лучший адаптированный сценарий                                       | Николь Холофсенер, Джефф Уитти | Номинация |
| Ассоциация критиков кино и телевидения               | 2019 | Лучшая женская роль                                                  | Мелисса Маккарти               | Номинация |
| Ассоциация критиков кино и телевидения               | 2019 | Лучшая мужская роль второго плана                                    | Ричард Э. Грант                | Победа    |
| Ассоциация критиков кино и телевидения               | 2019 | Лучший адаптированный сценарий                                       | Николь Холофсенер, Джефф Уитти | Номинация |
| Общество онлайн-кинокритиков                         | 2019 | Лучшая мужская роль второго плана                                    | Ричард Э. Грант                | Номинация |
| Общество онлайн-кинокритиков                         | 2019 | Лучший адаптированный сценарий                                       | Николь Холофсенер, Джефф Уитти | Номинация |
| Международный фестиваль в Палм-Спрингс               | 2019 | Награда «Spotlight»                                                  | Мелиса Маккарти                | Победа    |
| Круг кинокритиков Филадельфии                        | 2018 | Лучшая мужская роль второго плана                                    | Ричард Э. Грант                | Победа    |
| Круг критиков Финикса                                | 2018 | Лучшая женская роль                                                  | Мелиса Маккарти                | Победа    |
| Круг критиков Финикса                                | 2018 | Лучшая мужская роль второго плана                                    | Ричард Э. Грант                | Победа    |
| «Золотая малина»                                     | 2019 | Приз за восстановление репутации                                     | Мелиса Маккарти                | Победа    |
| «ReFrame Stamp»                                      | 2018 | Игровое кино                                                         | «Сможете ли вы меня простить?» | Победа    |
| Общество кинокритиков Сан-Диего                      | 2019 | Лучшая женская роль                                                  | Мелиса Маккарти                | Номинация |
| Общество кинокритиков Сан-Диего                      | 2019 | Лучшая мужская роль второго плана                                    | Ричард Э. Грант                | Победа    |
| Общество кинокритиков Сан-Диего                      | 2019 | Лучший адаптированный сценарий                                       | Николь Холофсенер, Джефф Уитти | Номинация |
| Круг кинокритиков Сан-Франциско                      | 2018 | Лучшая женская роль                                                  | Мелиса Маккарти                | Победа    |
| Круг кинокритиков Сан-Франциско                      | 2018 | Лучшая мужская роль второго плана                                    | Ричард Э. Грант                | Номинация |
| Круг кинокритиков Сан-Франциско                      | 2018 | Лучший адаптированный сценарий                                       | Николь Холофсенер, Джефф Уитти | Номинация |
| Международный кинофестиваль в Санта-Барбаре          | 2019 | Награда «Montecito»                                                  | Мелиса Маккарти                | Победа    |
| Международный кинофестиваль в Санта-Барбаре          | 2019 | Награда «Virtuoso»                                                   | Ричард Э. Грант                | Победа    |
| «Спутник»                                            | 2019 | Лучшая женская роль — драма                                          | Мелисса Маккарти               | Номинация |
| «Спутник»                                            | 2019 | Лучшая мужская роль второго плана                                    | Ричард Э. Грант                | Победа    |
| «Спутник»                                            | 2019 | Лучший адаптированный сценарий                                       | Николь Холофсенер, Джефф Уитти | Победа    |
| Общество кинокритиков Сиэтла                         | 2018 | Лучшая мужская роль второго плана                                    | Ричард Э. Грант                | Победа    |
| Ассоциация кинокритиков Юго-востока США              | 2018 | Лучшая мужская роль второго плана                                    | Ричард Э. Грант                | Победа    |
| Ассоциация кинокритиков Юго-востока США              | 2018 | Лучший адаптированный сценарий                                       | Николь Холофсенер, Джефф Уитти | Номинация |
| Ассоциация кинокритиков Сент-Луиса                   | 2018 | Лучшая мужская роль второго плана                                    | Ричард Э. Грант                | Победа    |
| Ассоциация кинокритиков Сент-Луиса                   | 2018 | Лучший адаптированный сценарий                                       | Николь Холофсенер, Джефф Уитти | Номинация |
| Ассоциация кинокритиков Торонто                      | 2018 | Лучшая женская роль                                                  | Мелисса Маккарти               | Номинация |
| Ассоциация кинокритиков Торонто                      | 2018 | Лучшая мужская роль второго плана                                    | Ричард Э. Грант                | Номинация |
| «USC Scripter»                                       | 2019 | Лучший адаптированный сценарий в кино                                | Николь Холофсенер, Джефф Уитти | Номинация |
| Круг кинокритиков Ванкувера                          | 2018 | Лучшая женская роль                                                  | Мелисса Маккарти               | Победа    |
| Круг кинокритиков Ванкувера                          | 2018 | Лучшая мужская роль второго плана                                    | Ричард Э. Грант                | Победа    |
| Ассоциация кинокритиков Вашингтона                   | 2018 | Лучшая женская роль                                                  | Мелисса Маккарти               | Номинация |
| Ассоциация кинокритиков Вашингтона                   | 2018 | Лучшая мужская роль второго плана                                    | Ричард Э. Грант                | Номинация |
| Ассоциация кинокритиков Вашингтона                   | 2018 | Лучший адаптированный сценарий                                       | Николь Холофсенер, Джефф Уитти | Победа    |
| Круг женщин-кинокритиков                             | 2018 | Лучший фильм, снятый женщиной                                        | «Сможете ли вы меня простить?» | Победа    |
| Круг женщин-кинокритиков                             | 2018 | Лучшая комедийная актриса                                            | Мелисса Маккарти               | Номинация |
| Круг женщин-кинокритиков                             | 2018 | Смелость в выборе ролей                                              | Мелисса Маккарти               | Номинация |
| «Women's Image Network»                              | 2019 | Лучшая женская роль в фильме                                         | Мелисса Маккарти               | Номинация |
| «Women's Image Network»                              | 2019 | Лучший фильм, написанный женщиной                                    | Николь Холофсенер              | Номинация |
| Гильдия сценаристов США                              | 2019 | Лучший адаптированный сценарий                                       | Николь Холофсенер, Джефф Уитти | Победа    |